# Raphicerus campestris
Raphicère Champêtre
Espèce
Répartition géographique
Statut de conservation UICN

 LC  : Préoccupation mineure
Raphicerus campestris, également appelé Steenbok, est une espèce d'antilopes.

## Description

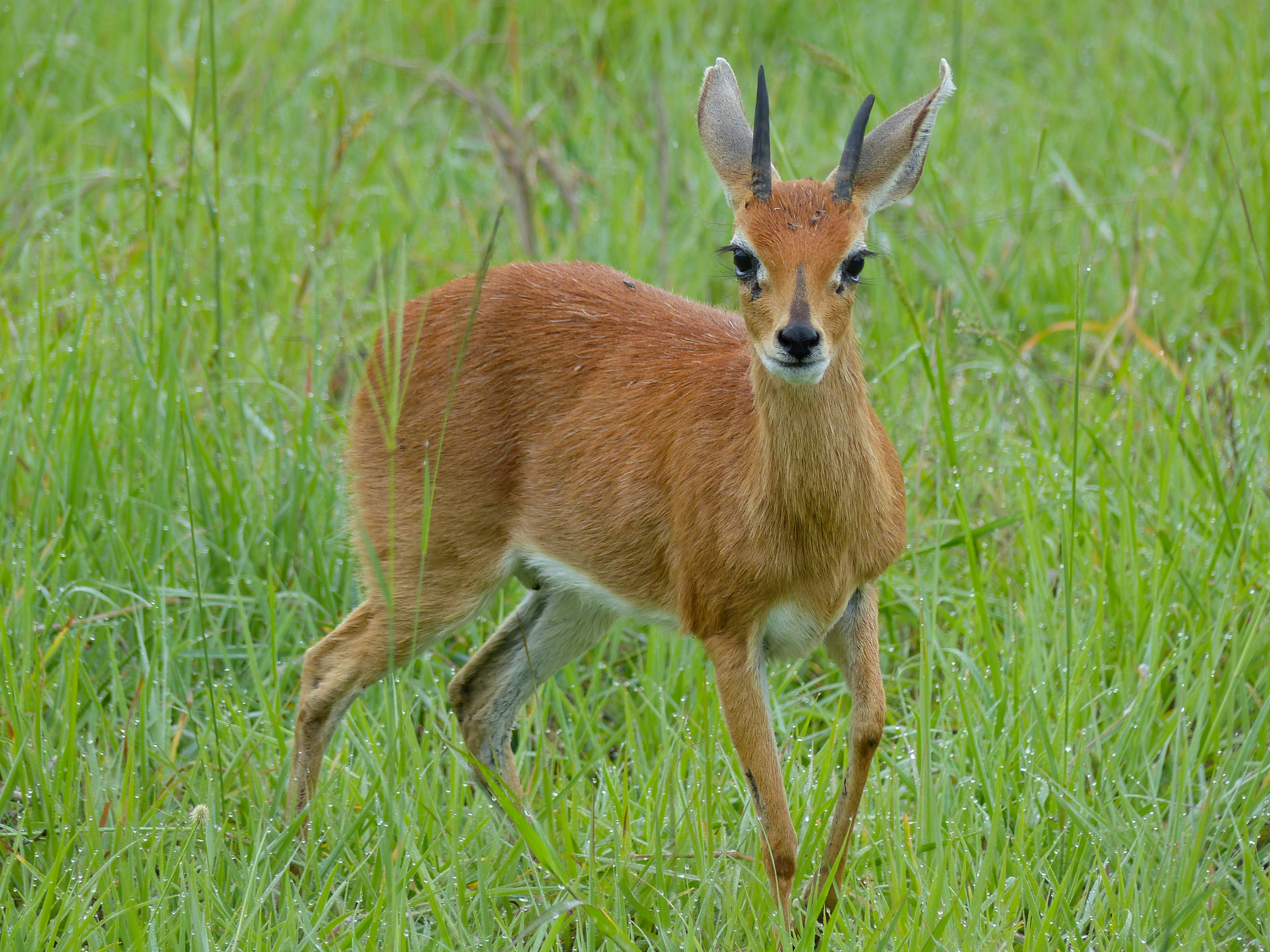
Mâle
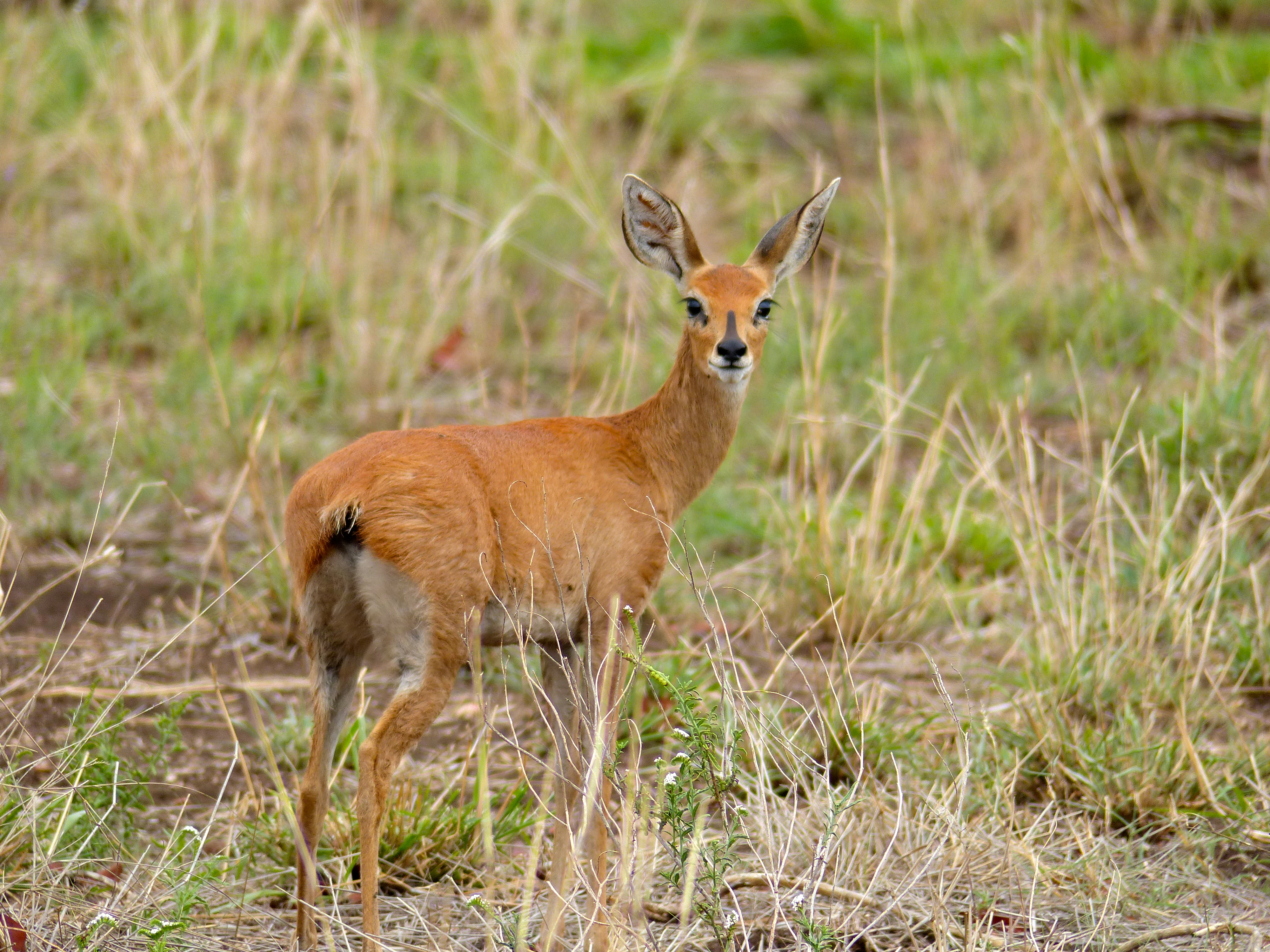
Femelle

## Liste des sous-espèces
Selon MSW.
- Raphicerus campestris  campestris[1].
- Raphicerus campestris capricornis[1].
- Raphicerus campestris kelleni[1].
- Raphicerus campestris neumanni[1].